# Dai Takeda
Dai Takeda (født 24. oktober 1989) er en japansk fodboldspiller.
Han har spillet for flere forskellige klubber i sin karriere, herunder Giravanz Kitakyushu og Kagoshima United FC.